# Aldonça de Bellera
Aldonça de Bellera (1370 - Rialp, 1435) fou una noble catalana. Es desconeix el seu llinatge, ja que sempre es documenten a Aldonça com a vídua d'Arnau Guillem de Bellera, amb qui es casà vers 1390. Aldonça també fou mare de Jaume, hereu de la baronia que es casà amb Blanquina de Pallars, i de dues filles: Aldonça, que es casà amb el senyor de Sant Vicenç dels Horts, i Elionor, que es casà amb el vescomte de Coserans. A més el seu marit havia tingut descendència il·legítima: Lancelot i Violant, de qui es va ocupar Aldonça. Els tràgics esdeveniments van canviar la seva vida i la vídua visqué retirada al castell de Rialp, del que era senyora des del seu casament.

## Biografia
Era vídua d'Arnau Guillem de Bellera, qui havia estat governador de València en temps del rei Martí. Aldonça havia viscut en la seva pròpia família l'horror de la guerra, ja que el seu marit fou mort l'any 1412 a la batalla de Morvedre, contra els partidaris de Ferran d'Antequera; un fill seu, Jaume, adolescent, va haver de portar damunt una pica el cap del seu pare, vençut. Vint anys després, Aldonça vivia en el seu castell pallarès de Rialb, des d'on governava amb amabilitat i justícia la vila i les valls, quan fou atacada pel comte de Pallars i va optar per la resistència ferma però pacífica.
La senyora de Bellera vivia en el seu castell pallarès, des d'on governava amb amabilitat i justícia la vila i les valls, quan fou atacada pel comte Arnau Roger IV de Pallars, un home jove, impulsiu i amic de grandeses, que fou violent amb les dones de l'entorn. Una matinada del 16 de febrer de 1430, Aldonça dormia en una cambra situada dalt de la torre del castell que donava a una terrassa, quan una dona del seu servei la va despertar dient-li que el comte de Pallars era allà i que la volia veure. Ella es va posar precipitadament un vel, va sortir a la terrassa i va veure el comte amb una cinquantena d'homes armats amb ballestes. La senyora vivia en un món femení, acompanyada de dones i donzelles, entre les quals hi havia la seva fillastra, filla natural del seu marit, de qui ella tenia cura. El comte amb els seus homes havia entrat tranquil·lament al castell; li havien obert les portes, ja que la seva germana, Blanquina de Pallars, s'havia casat el 1422 amb Jaume de Bellera, fill d'Aldonça, hereu de la baronia.
Davant el panorama, Aldonça, amb serenitat, va saludar cordialment el comte: “Deus vos do bon jorn. Com sou tan matiner?”. Són unes paraules magnífiques en una escena increïble. Aldonça no agafaria les armes, un gest impossible i inútil; però no es va posar a plorar, ni a cridar, ni a implorar, ni es va desmaiar. No va exterioritzar cap temor. Quan el comte li digué que tenia un afer pendent amb el seu fill, va respondre irònicament que "encara que son fill agués mort tota Catalunya que ella, ni sos homens, no y merixen mal". El comte la va agafar pel braç i li va dir que es tingués per presa obligant-la a entrar en una cambra. La senyora de Rialb no va reconèixer l'autoritat del comte, es va deixar anar, va entrar a la seva pròpia cambra i s'hi va tancar. El castell va quedar en mans d'un petit grup d'homes armats, mentre que el comte i els altres depredaven el poble i les valls.
Aldonça va continuar a la torre i des d'allà enviava a la seva fillastra amb ordres de pau, donava ordres als seus camperols perquè no resistissin amb les armes, es rendissin i juressin fidelitat al comte, i a la vegada s'organitzessin per denunciar els fets a la reina, igual que ho feia ella mateixa. És un clam per la pau i la vida, però també de denúncia de la violència. Arnau Roger de Pallars, a mitjans de març, degut a les cartes reials, es va veure obligat a alliberar Aldonça, tot i que no ho va fer personalment sinó que va manar a la guarnició que custodiava Rialb que marxessin i retornessin la llibertat, les terres i la fidelitat dels pagesos a Aldonça. Ella no ho va acceptar, no tenia per rebudes ni vil·les, ni castells, ni homes, ni ho volia de ses mans, sinó per mans de la senyora reina. Els soldats abandonaren Rialb; però ella es va quedar a la torre fins que el Governador de Catalunya, en nom de la reina, la va alliberar el 30 de març. Poc després, el jutge dictava sentència contra el comte de Pallars que havia d'indemnitzar la senyora i els camperols.
Ens trobem amb una dona amb autoritat. Una autoritat que no imposava per la força. La pagesia la respectava i li era fidel. Ella confiava en la justícia de la reina, denunciava i demanava als seus vassalls i camperols que denunciessin. La seva estratègia fou la de la resistència pacifica: no s'enfronta, però tampoc no accepta la injustícia; no plora ni suplica, però davant de la captivitat imposada, tria on vol tancar-se. Finalment decideix per qui vol ser alliberada.